# Stallion Battalion
Stallion Battalion ist das 2007 erschienene, dritte Studioalbum der deutschen Band The BossHoss. Es ist das erste Album der Band, auf dem mehr Eigenkompositionen als Coverstücke zu finden sind. Zugleich ist es das kommerziell erfolgloseste Album der Band.

## Allgemeines
Auf Stallion Battalion sind zum ersten Mal nach der Singleauskopplung Everything Counts / Truck ’n’ Roll Rules Russ T. Rocket an der E-Gitarre sowie Malcolm Arison an der Mundharmonika zu hören, wobei letzterer schon auf Rodeo Radio auf Hell Yeah an der zweiten Mundharmonika zu hören war.
Hoss Power fungierte als Produzent und Arrangeur und war für die Aufnahmen verantwortlich; das Mixing wurde von ihm zusammen mit Schlagzeuger Sir Frank Doe vorgenommen. Das Grafikdesign übernahm wie gewohnt Boss Burns.
Der Veröffentlichung des Albums folgte die „Stallion Battalion Tour“ durch Mitteleuropa vom November 2007 bis April 2008.

## Titelliste
1. Stallion Battalion – 3:11 (Power)
2. Monkey Business (Power)
3. Shake and Shout – 3:29 (Power)
4. José and Myling – 3:40 (Power)
5. Free Love on a Free Love Free Way – 3:12 (Power)
6. Polk Salad Annie – 3:28 (White)
7. Omniscient Lover – 3:54 (Power)
8. Everything Counts (Gore)
9. Goodbye Mary – 4:12 (Power)
10. Gay Bar – 3:14 (Martin/Selph/Nawara/Frezza/Spencer)
11. Truck 'n' Roll Rules – 3:49 (Power)
12. High – 2:24 (Power)
13. Drop It Like It's Hot – 3:02 (Williams/Hugo/Broadus)
14. Jumpin' Around – 2:43 (Power)

Bonustrack auf den Re-Releases 2008
1. Ça plane pour moi (Lacomblez)

Bonustracks auf der Deluxe-Version
1. On the Sunny Side of the Street – 2:32 (McHugh/Fields)
2. Word Up! – 3:33 (Blackmon/Jenkins)
3. Sugarman – 4:29 (Rodriguez)
4. Shake & Shout – 4:08 (Power)
5. Flaming Star – 2:38 (Presley)

## Kritik
- laut.de:„Die Berliner Cowboys behalten ihren Jahresrhythmus in Sachen Veröffentlichungen bei und legen mit ‚Stallion Battalion‘ nach. Fan-Rügen werden diesmal wohl nicht ausbleiben, gehen sie doch mehr und mehr dazu über, eigene Songs zu schreiben. Nur noch vereinzelt schieben sie Coverversionen durch den Country-Wolf.“[1]